# Jean Castela
Jean Castela est un poète occitan, félibrige du Tarn, né à Albefeuille-Lagarde le 25 septembre 1828, et mort à Piquecos le 19 mars 1907.

## Biographie
Le père de Jean Castela, Antoine Castela (1798-1851), marié en 1826 avec Françoise Latreille (1808-1871), était meunier à Albefeuille-Lagarde au moulin de Lagarde qu'il a quitté quelques mois après la naissance de son fils pour s'installer au moulin de Saint-Pierre de Campredon, à Montastruc. Il a une sœur, Marguerite Castela, née à Montastruc en 1831. Après avoir suivi les cours d'une école du village à partir de 5 ans, il est entré au collège de Montauban en 1840 où il remporte des premiers prix en 1842 et 1843. Il a quitté le collège à l'âge de 15 ans premier de sa classe. 
Son père l'a embauché comme « farinèl », apprenti meunier. Il commence à écrire des poésies en patois. À 21 ans, son poème Suzoun, est lu à l'Académie de Montauban, en 1849. Il publie son premier recueil de poésies, Mous Farinals, en patois, l'occitan, l'année suivante. Son père meurt alors que Jean Castela a 22 ans. Après la mort du propriétaire du moulin, le personnel du moulin est changé et Jean Castela se retrouve sans emploi. Il s'installe dans un petit bien de famille aux Vernhières, à Vazerac. Il se marie le 24 mai 1855 avec Catherine Saint Jean (1837-1906) dont il a eu deux enfants, Eugène Antoine Castela, né en 1857, et Marie Marguerite Castela, née 1861.
En 1861, sur le conseil d'un ami, il passe le brevet et devient instituteur. Ayant réussi, il est nommé instituteur à Lalande (Goudourville, près de Valence-d'Agen), puis à Albias, et en 1866 à L'Honor-de-Cos. Il continue d'écrire des poèmes en occitan.
En 1869, ses doigts s'étant ankylosés, il abandonne son métier d'instituteur. Il devient régisseur du moulin de Loubejac. Il y reste jusqu'en 1886. Il se retire ensuite auprès de sa fille et son gendre à Piquecos où il meurt le 19 mars 1907.
En 1877, il est accueilli comme membre associé, « non-résident », de l'Académie de Montauban. Il est alors maître en gai savoir du Félibrige, et vice-syndic de la Maintenance d'Aquitaine. Il prononce un discours à l'assemblée des félibres de Toulouse, 8 octobre 1877. Il participe à la félibrée de Toulouse du 4 mai 1879. Il organise la félibrée de Montauban en 1881.
Jean Castela est un des sept fondateurs de l'« Escolo carsinolo » de Montauban, le 20 novembre 1895. Il est nommé cabiscol d'honneur, félibre majoral.

## Publications
- (oc) Mous Farinals, pouesios patouésos, Montauban, Imprimerie de Forestié neveu, 1850, 206 p.
- (oc) Mous Farinals, pouesios patouésos, Montauban, Imprimerie de Forestié neveu, 1873, 230 p.
- (oc) Caoussado, Montauban, Imprimerie de Forestié neveu, 1874, 3 p.
- Mous Cinquanto Ans, pouème... siéguit d'un aoutre Pugnat de farinals, Montauban, Imprimerie de Forestié, 1878, p. 111
- (oc) Cent Fablos imitados de La Fountèno amb' un pessuc de farinals, Montauban, :A. Bousquet, 1891, X-261 p.
- (oc) Jean Castela et Édouard Forestié (Biographie), Resto de farinals e balajun. Pregarios d'un farinel. Un Bri de proso, Montauban, Imprimerie de Forestié père et fils, 1908, XIV-68 p.